# Чачак (городское поселение)
Чачак (серб. Град Чачак) — городское поселение в Сербии, входит в Моравичский округ.
Население городского поселения составляет 116 254 человека (2007 год), плотность населения составляет 183 чел./км². Занимаемая площадь — 636 км², из них 69,3 % используется в промышленных целях.
Административный центр городского поселения — город Чачак. Городское поселение Чачак состоит из 58 населённых пунктов, средняя площадь населённого пункта — 11,0 км².

## Статистика населения
| Год  | Население, чел. |
| ---- | --------------- |
| 1991 | 117 463         |
| 2001 | 117 062         |
| 2002 | 117 224         |
| 2003 | 117 186         |
| 2004 | 117 115         |
| 2005 | 116 865         |
| 2006 | 116 534         |
| 2007 | 116 254         |